# Pietro Sasso
Pietro Sasso (anche Sassi, Saxo, Saxonia e Saxonis) (Anagni, ... – Roma, 1219) è stato un cardinale italiano.

## Biografia
Fu uditore presso il tribunale della Sacra Rota. Nel 1205 fu creato cardinale e ricevette il titolo di Santa Pudenziana. Sottoscrisse le bolle papali emesse tra il 4 maggio 1206 e il 7 marzo 1216 e tra il 18 gennaio 1217 e il 31 maggio 1219. Fu arciprete della basilica patriarcale Liberiana in 1212, fu in seguito legate in Germania per cercare di portare la pace nell'impero, che era particolarmente instabile. Partecipò all'elezione papale del 1216, che elesse papa Onorio III. Verso il 1217 fu vicario di Roma.
Morì nel 1219 a Roma.